# Hammondville
Hammondville – miasto w Stanach Zjednoczonych, w stanie Alabama, w hrabstwie DeKalb. W roku 2023 miasto zamieszkiwały 423 osoby, a gęstość zaludnienia wynosiła 33,3 osoby/km².